# Saská vinařská oblast

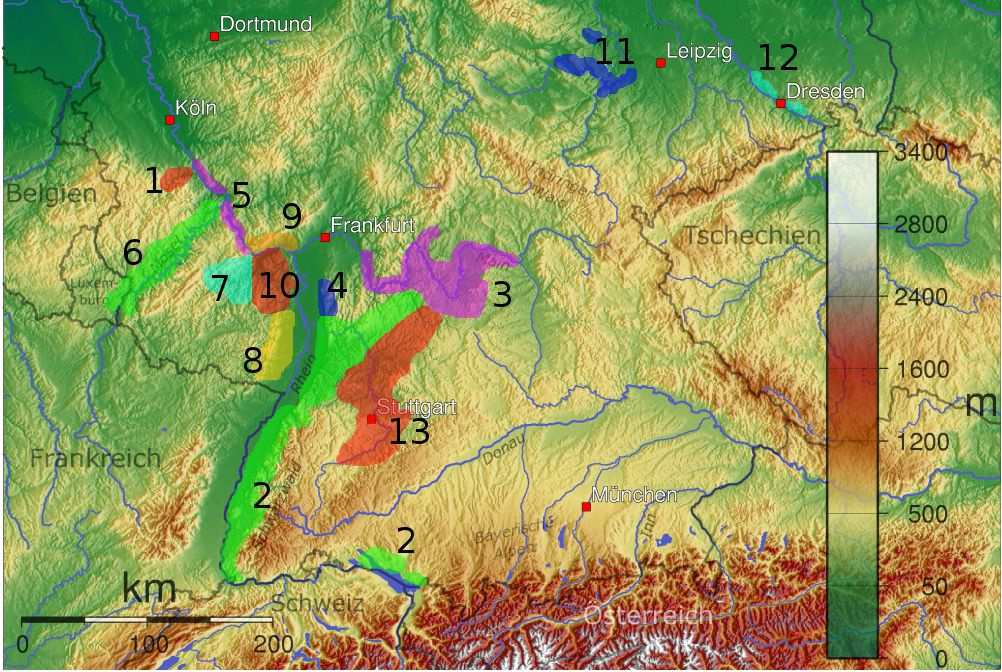
Saská vinařská oblast (tyrkysová v horní části mapy)

Saská vinařská oblast (německy Das Weinbaugebiet Sachsen) je jednou z nejmenších a nejvýchodněji položených vinařských oblastí v Německu. Označení „vinařská oblast“ je definováno v § 3 odst. 1 č. 12 Vinařského zákona z roku 1994. Krajina saských vinic leží téměř výlučně v metropolitní oblasti Drážďan. Další menší lokality, které do této oblasti spadají, se nacházejí rovněž poblíž města Jessenu v Sasku-Anhaltsku a Braniborsku. Známými vinařskými městy jsou Míšeň, podle níž je pojmenována míšeňská podoblast, a město Radebeul. Odrůdy vinné révy jsou v Sasku kultivovány již 850 let. Topografie zdejší krajiny pak umožňuje pro révu příznivé dopadání slunečních paprsků pod různými úhly. Celková produkce v roce 2008 dosahovala 27 438 hektolitrů s 96,9 % podílu jakostního vína. Pěstitelskou oblast každoročně reprezentuje volená „královna saského vína“. 

## Historie

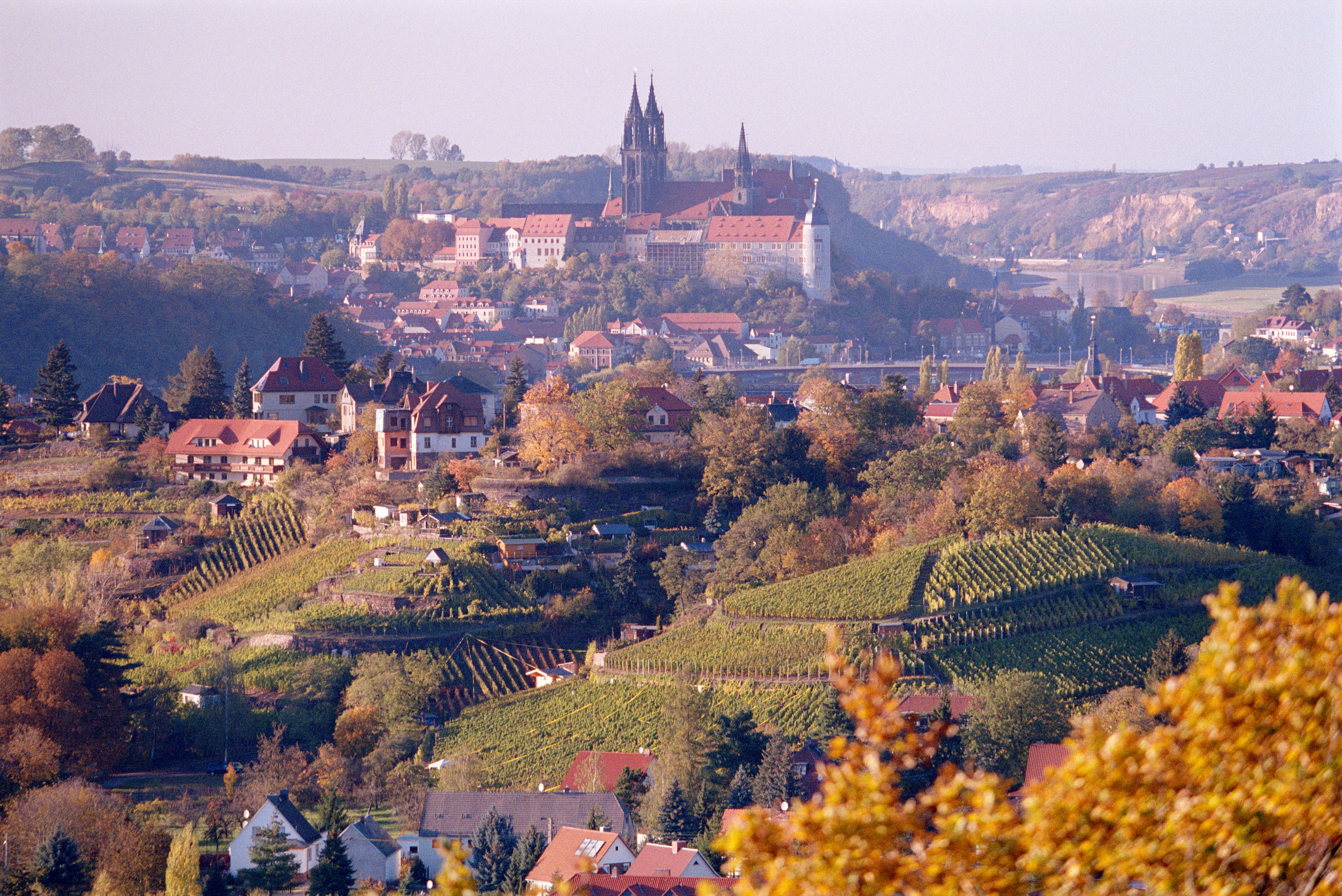
Vinohrad poblíž Míšně

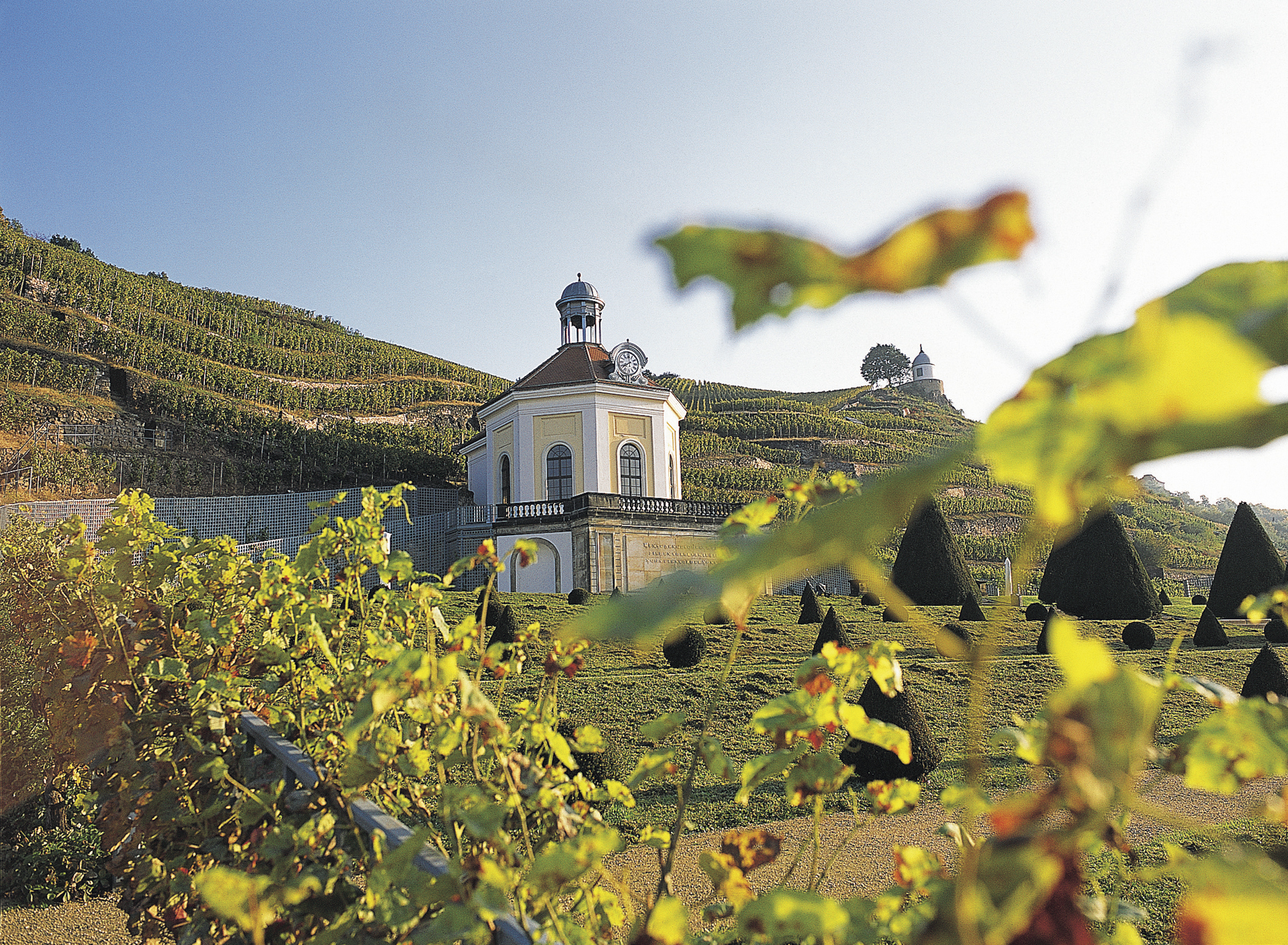
Terasovitý vinohrad u zámku Wackerbarth v Radebeulu

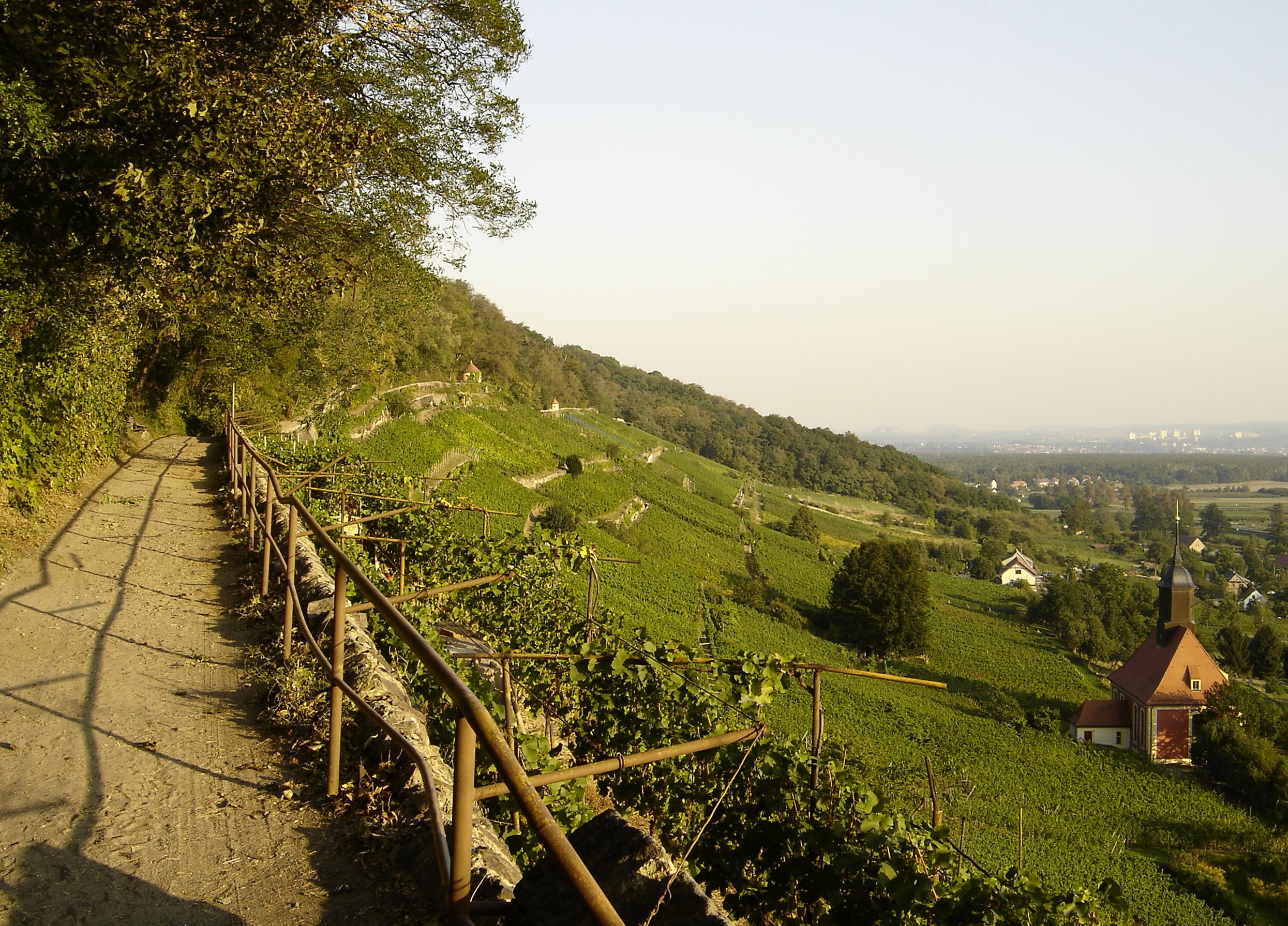
Poutnická vinná cesta v Pillnitz

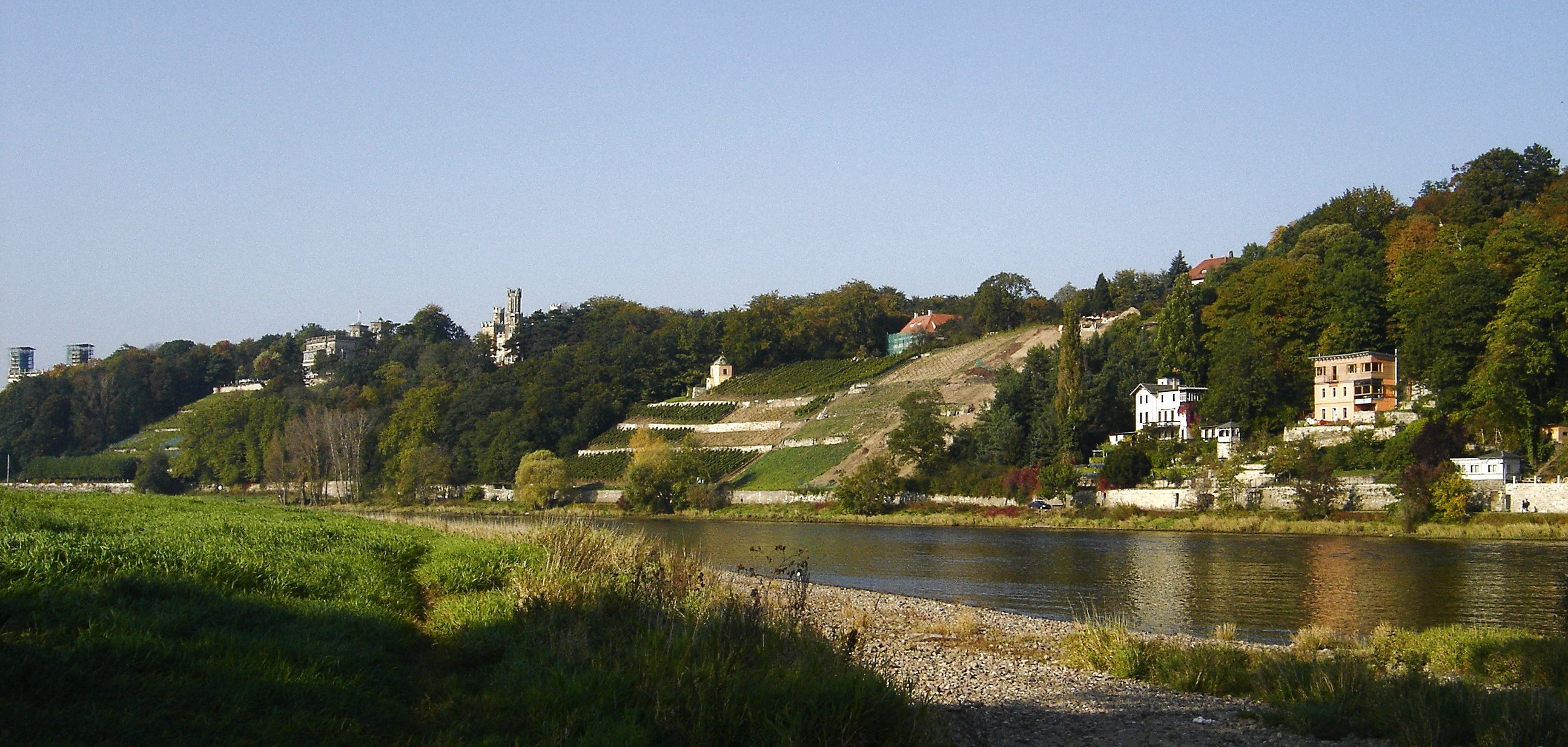
Svahové vinohrady v údolí Labe

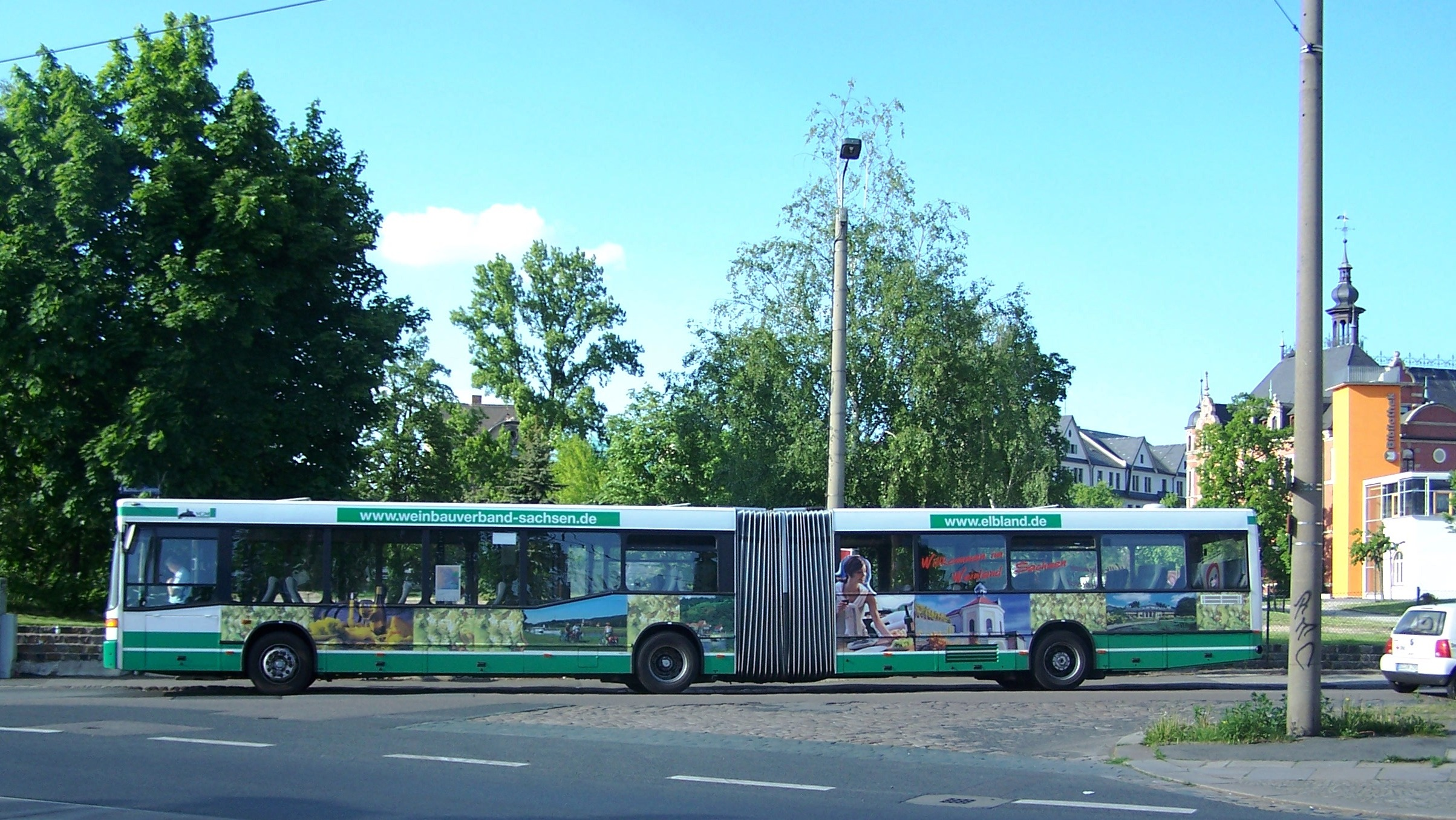
Reklama na Saskou vinařskou oblast na autobusu městské dopravy v Míšni

Kronika Thietmara Merseburského uvádí, že když kolem roku 929 pronikla vojska Jindřicha I. Ptáčníka do tehdejší Niské župy, která byla později začleněna do Míšeňského markrabství, nacházely se v údolí Labe vinice. Další pramenný doklad pochází z jedné listiny z roku 1161, podle níž byla jedna vinice vysázena v Míšni naproti hradu v údolí potoka Meisa. Vinná réva se tedy v Sasku pěstuje již více než 850 let. Podle legendárního podání tato tradice sahá až k biskupu Bennovi z Míšně. 
V 17. století se Saská vinařská oblast rozkládala kolem dvorního statku Hoflößnitz a zaujímala plochu 6000 hektarů. Celoevropské katastrofální rozšíření mšičky révokaze zasáhlo Sasko na počátku 80. let 19. století. Na přelomu 19. a 20. století zničila mšička velkou část vinic a zastavila v té době obrovský rozmach výsadby vinné révy. V roce 1907 saská vláda oficiálně prohlásila, že celá vinařská oblast je trvale kontaminována. Na konci období Německé demokratické republiky saská vinařství opět dosáhla rozsahu 220 hektarů, po roce 2000 se pak tato oblast více než zdvojnásobila.

## Podnebí
Skutečnost, že se tu vinné révě daří i navzdory exponované poloze (více než 51° severní šířky), je způsobena příznivým podnebím v údolí Labe. V létě zde občas převládají kontinentální povětrnostní podmínky, které se pak na podzim vyznačují dlouhým slunečným obdobím. Průměrná roční teplota v údolí Labe se pohybuje mezi 9,2 a 10,4 °C, zimní průměr zřídka klesá pod nula stupňů. Množství srážek se pohybuje mezi 600 mm a 700 mm. Průměrná doba slunečního svitu je 1570 hodin. Saské vinice leží v nadmořské výšce 110–200 metrů nad mořem. Fenologický začátek jara je mezi 29. dubnem a 5. květnem, takže réva může brzy dozrát. Ve srovnání s pěstitelskými oblastmi na západě Německa tu jaro začíná o něco později, ale podzimní měsíce září a říjen jsou také sušší a teplejší. Průměrný úhrn tepla, který je součtem všech průměrných denních teplot ve vegetačním období, je 62 stupňů nad minimální hodnotou 2900 stupňů.
V souvislosti s kontinentálními klimatickými účinky je saské vinařství ohroženo silnými zimami a poškozením vinic v důsledku mrazu. Vinařská oblast leží v části země, v níž v zimě především na severu převládají silné jižní větry, vanoucí z Čech. Tento studený jižní vítr nazývaný také fén proudí rovněž v létě přes hřebeny Krušných hor.

## Velikost vinic a odrůdy vinné révy
S 447 hektary vinic je Saská vinařská oblast jednou z nejmenších souvislých vinařských oblastí v Německu. Pěstují se zde hlavně bílé odrůdy hroznů, ale v malé, rostoucí míře je zastoupeno také víno červené. V roce 2015 to byly odrůdy Müller Thurgau (15,4 %), Ryzlink rýnský (14,3 %), Rulandské bílé (11,6 %), Rulandské šedé (9,1 %), Rulandské modré (8,1 %), Kerner (5,5 %), Tramín (5,4 %), Ryzlink buketový, resp. Goldriesling (5,2 %), odrůda Dornfelder (4,5 %), která se v rámci SRN pěstuje pouze v Sasku, Scheurebe (4,3 %), jakož i 51 dalších odrůd révy vinné (16,6 %).

## Rozdělení
Vinařská oblast se dělí na dvě podoblasti: (1) oblast kolem Míšně (Labské údolí) a údolí kolem řeky Schwarze Elster (Černý Halštrov). Kvalitní vína produkuje zvláště zemský okres Míšeň, zemský okres Saské Švýcarsko-Východní Krušné hory a okolí Drážďan. (2) Další venkovské vinice přesahují do sasko-anhaltského zemského okresu Wittenberg a do braniborské oblasti zemského okresu Labe-Halštrov (tzv. Saské venkovské víno).

### Oblast Míšeň
Do oblasti Míšně spadají vinice na území Svobodného státu Sasko. Jedná se o následující čtyři podoblasti:
Vinařská oblast Spaargebirge patří mezi tzv. Großlage, což je podle německého Vinařského zákona 3. stupeň velikosti oblasti, jenž často odpovídá vinařské obci. Rozkládá se na ploše malého pohoří Spaargebirge 3 km východně od Míšně. Tato plocha zahrnuje jednotlivé dílčí oblasti Proschwitzer Katzensprung, Meißner Kapitelberg, Schloss Proschwitz, Meißner Ratsweinberg, Meißner Rosengründchen, Meißner Klausenberg, Kloster Heilig Kreuz a Kurfürstlicher Weinberg Meißen.
Další vinařskou oblastí 3. stupně je oblast Seußlitzer Schlossweinberg, která se nachází na sever a na západ od Míšně kolem obcí Weinböhla a Diesbar-Seußlitz. Jednotlivé vinice se nazývají Seußlitzer Heinrichsburg, Weinböhlaer Gellertberg a Oberauer Gellertberg.
Vinařská oblast 3. stupně Radebeuler Lößnitz leží v městě Radebeul východně od Míšně. Dělí se na vinice Radebeuler Goldener Wagen, Radebeuler Steinrücken, Radebeuler Paradies a Radebeuler Johannisberg.
Královské vinice v Pillnitz, Drážďanech a Freitalu se nacházejí ve vinařské oblasti 3. stupně, která se nazývá Dresdener Elbhänge. Zahrnují jednotlivé dílčí vinice na svazích údolí Labe v Drážďanech, zejména Königlicher Weinberg v Pillnitz a Wachwitz, a v údolích levého přítoku Labe Weißeritz, což je Pesterwitzer Jochhöhschlößchen ve freitalské městské části Pesterwitz. Kromě toho jsou v Míšeňské vysočině na levém břehu Labe vinice Merbitzer Bauernberge u obce Merbitz a Cossebauder Bauernberge u obce Cossebaude.

### Oblast Elstertal
V oblasti Elstertal poněkud severněji od řeky Schwarze Elster (Černý Halštrov) žádné vinice 3. velikostního stupně nejsou. Nacházejí se tu jen menší vinice Jessener Gorrenberg, Kleindröbener Katzenzehe a Schliebener Langer Berg. Tato oblast se rozkládá kolem měst Jessen (Elster) a Schlieben v Sasku-Anhaltsku a Braniborsku.  

### Mimo oblasti
Oblast Ostritzer Klosterburg (u kláštera Marienstern u Zhořelce v údolí Lužické Nisy) leží mimo saské vinařské oblasti 3. stupně, a nemá zákonný status „vinařské oblasti“. Jedná se o nejvýchodnější vinici v Německu. V Braniborsku se nacházejí další plochy pro pěstování vinné révy ovšem bez statutu „vinařské oblasti“ či „vinice“. V Dolní Lužici je potom ještě malé vinařství v Gubenu, jež na ploše 1,6 hektaru pěstuje 7 odrůd bílého vína a 4 odrůdy vína červeného. Obnovu pěstování vinné révy, které zde má tradici již od roku 1280, se tu pokouší prosadit spolek Gubener Weinbau e. V.

## Uplatnění na trhu

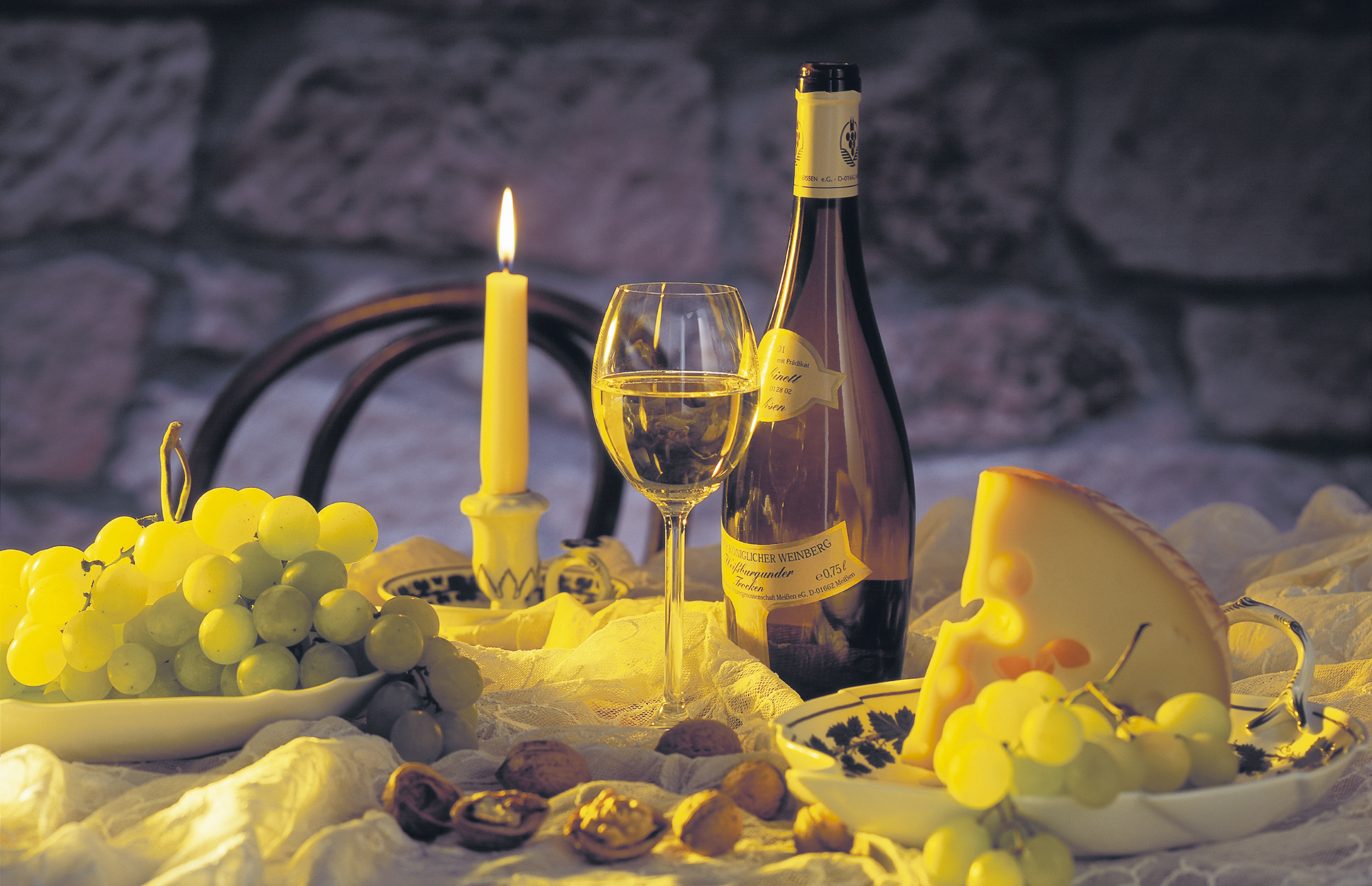
Raritní Rulandské bílé z královských vinic Saské vinařské oblasti v typické lahvi zvané Sachsenkeule

V roce 2017 bylo v Saské vinařské oblasti celkem 37 vinařství, která se této činnosti věnují takříkajíc na plný úvazek a která obdělávají kolem 450 hektarů vinic. Z toho 135 hektarů obdělává přibližně 1500 drobných vinařů, jež dodávají své hrozny do Saského vinařského sdružení v Míšni (Sächsische Winzergenossenschaft Meißen). Dále zde existuje rovněž státní vinařství (Sächsisches Staatsweingut Schloss Wackerbarth v Radebeul-Niederlößnitz), městské vinařství (tj. bývalé kurfiřtské, popř. královské vinařství Hoflößnitz v obci Oberlößnitz, která je dnes městskou částí Radebeulu) a asi 30 soukromých vinařství, včetně nejstaršího soukromého vinařství Schloss Proschwitz v Zadelu u Míšně. Místní víno se prodává také v mnoha vinárnách, vinných sklípcích a sezónních šencích.
Za účelem povzbuzení cestovního ruchu byla zřízena Saská vinařská cesta a Saská vinařská stezka. Podobně jako v případě Saského Švýcarska nebo pamětihodností v okolí Moritzburgu zvyšuje tato vinařská oblast turistickou atraktivitu Drážďan jako pamětihodnost v jejich bezprostřední blízkosti. V Radebeulu je zdejší historická vinice jako celek památkově chráněna. V Míšni dále existuje vinařský pěvecký sbor, který při festivalech vína zpívá pijácké a lidové písně. Naučná stezka v Radebeulu pak vede pod tamním vinařstvím Zechstein.

### Distribuce v Česku
Pro velkou část České republiky je Sasko nejbližší zahraniční vinařskou oblastí. S poměrně snadnou dostupností (z Prahy ca. 1 hodina cesty autem), popř. s malou velikostí či věhlasem této oblasti ve srovnání s jinými zavedenými producenty vína však souvisí to, že saské víno dosud není běžnou součástí české distribuce. Pro zájemce se zatím konají jen občasné degustace.